# Comuna Liubîtiv, Kovel
Liubîtiv (în ucraineană Любитів) este o comună în raionul Kovel, regiunea Volînia, Ucraina, formată din satele Liubîtiv (reședința), Rokîtnîțea, Volea-Liubîtivska și Vorona.

## Demografie
Componența lingvistică a satului Liubîtiv
     Ucraineană (99,09%)
     Alte limbi (0,78%)
Conform recensământului din 2001, majoritatea populației satului Liubîtiv era vorbitoare de ucraineană (99,09%), existând în minoritate și vorbitori de alte limbi.